# يا إلهي انتصرنا بقدرتك

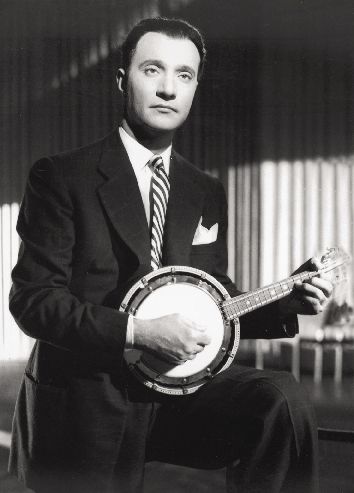
محمد عبد الوهاب (1898 - 1991)

يا إلهي انتصرنا بقدرتك  أغنية من تلحين وغناء محمد عبد الوهاب، كتب كلماتها حسين السيد وصدرت في فبراير عام 1958. الأغنية من مقام "كرد"  الذي يُستخدم كثيراً لسهولة تطبيقه، وتعبيره عن الرقة والعاطفة والشجن، حيث إنه يأخذ القلب عند سماعه، ويُقال إن اسم مقام الكرد جاء من أصله الذي يعود لبلاد الكردستان. صدرت الأغنية على اسطوانات شركة كايروفون  التي يملكها محمد عبد الوهاب والتي اشتراها من صديقه اللبناني ايليا بيضا وكان اسمها الأصلي بيضافون.

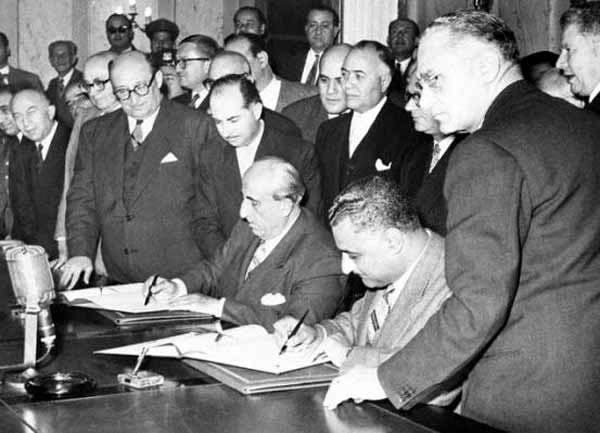
وحدة مصر وسوريا (22 قبراير 1958)

## خلفية الأغنية
كان هناك خلفية لأغاني محمد عبد الوهاب الوطنية، وكان يلقب باسم "مطرب الملوك والأمراء" حسب كتاب "موسوعة أعلام الموسيقى العربية" للدكتورة إيزيس فتح الله، ولحن عبد الوهاب وأنشد أغنية "يا رفيع التاج" كلمات الشاعر المصري صالح جودت، والتي مدح فيها مؤسس السعودية عبد العزيز آل سعود، وملك مصر السابق فاروق معا قائلا: "يا رفيع التاج من آل سعود". ومع هذا فقد جاء في مذكرات محمد عبد الوهاب أن حكمدار القاهرة وإسماعيل شيرين، زوج الأميرة فوزية وشقيقة الملك فاروق ووزير الحربية، قدموا إلى بيته في الهرم وطلبوا منه إعداد أغنية لعيد ميلاد الملك فاروق ورفض، وأكثر من ذلك أصدر بعد عام أغنيته "الصبر والإيمان" عام 1950، والتي أشارت للملك فاروق وظلمه مما دعى الملك فاروق بنفسه لمنع الأغنية.
تغير الوضع بعد حركة الجيش في 1952 وكتب الناقد طارق الشناوي عن منع أغاني أم كلثوم ومحمد عبدالوهاب بعد قيام الحركة، وكان السبب أنهم غنوا للملك، ولا يجوز إنهم يغنوا للعهد الجديد، لكن جمال عبدالناصر أسقط هذا القرار عندما علم به. كان عبد الناصر وقتها رئيس الوزراء، ولكنه كان شخصية لها سلطة حتى في وجود الرئيس محمد نجيب. عرف عن عبد الوهاب حبه لناصر فقد انتج 15 أغنية وطنية للعهد الملكي وحوالي 40 للعهد الناصري. وكتب المؤرخ الموسيقي الدكتور فكتور سحاب في كتابه "محمّد عبدالوهاب - سيرة موسيقية: "غنى موسيقار القرن عبدالوهاب في عهد الزعيم الخالد جمال عبدالناصر 36 نشيداً وأغنية وطنية وقومية، كثير منها يرقى الى مستوى التحف التاريخية في الموسيقى العربية، مثل (دعاء الشرق) 1954، (الروابي الخضر) 1954، (النهر الخالد) 1954، و(الصبر والإيمان) 1955، و(أغنية عربية)، 1958، و(يا إلهي انتصرنا بقدرتك) 1958 و(الجيل الصاعد) 1961"، ويتابع الكاتب موضحاً إعجاب عبد الوهاب بجمال عبد الناصر من منطلق قومي قائلاً: "أنه لم يترك سورية وحدها في مواجهة الخطر الإسرائيلي. وكان في حديثه، الذي أذكر عموميّاته، من دون التفاصيل الدقيقة، أنّ هذا الإعجاب بالزعيم العربي، كان سببه نزعة قوميّة عربيّة عند عبدالوهاب، كانت قد بدت واضحة في سلوكه الموسيقي والغنائي، منذ ثورة 1952"، وراح يواصل قائلاً: "في سنة 1956، بعد العدوان الثلاثي، وجلاء القوات البريطانيّة والفرنسيّة والإسرائيليّة، بدأ عبدالوهاب نمطاً جديداً من الغناء الجماعي في الأناشيد القوميّة الوطنيّة، بأنشودة "قولوا لمصر تغني معايا في عيد تحريرها"، وشاركه في غنائها شادية، ومحمّد عبدالمطلب، وفايدة كامل، وعبدالغني السيّد. لكن الموقف القومي برز على الخصوص، عند عبدالوهاب في سنوات الوحدة مع سورية، لاسيّما في أغنيته الخالدة عن الوحدة "أغنية عربية" سنة 1958."
قيام وحدة مصر وسوريا
كتب محمد حسنين هيكل في كتابه "سنوات الغليان" الصادر عام 1988 عن مركز الأهرام للترجمة والنشر، أن المجلس العسكري السوري عقد اجتماعا في دمشق، مساء 11 يناير 1958، وقرر سفر وفد يمثله إلى القاهرة يضم 14 ضابطا برئاسة عفيف البزري رئيس الاركان، ممثلين للمجلس الذي تكون في أغسطس 1957 من 24 عضوا يمثلون كل الكتل العسكرية، لمطالبة عبدالناصر بالوحدة الفورية بين البلدين. تم الإجتماع مساء 15 يناير 1958 في القاهرة وحذرهم عبد الناصر من استعجال الوحدة دون بحث كل جوانبها وقال: "إن الموضوع أخطر من أية أوراق أو مذكرات، وأنا سمعت من عبدالحكيم ملخصا عما تحتويه هذه المذكرة، ولن أقرأها أمامكم الآن، وإلا كنا نقفز إلى النتائج دون أن نتحرى مقدماتها وأسبابها"، وفي 22 فبراير 1958، أعلن قيام الجمهورية العربية المتحدة التي تتكون من الإقليم الشمالي سوريا، والإقليم الجنوبي مصر. وبعد أيام كانت أغنية "يا إلهي" جاهزة.

## كلمات الأغنية
يا إلهى انتصرنا بقدرتك
وبجهادنا استعنا برحمتك
واعتمدنا وضربنا بقوتك
واتحدنا وسجدنا لنعمتك
يا إلهى الحمد لك والشكر لك
انتصرنا وكان سلاحنا كفاح
والمباديء كانت أمضى سلاح
سلطنا القلوب عالنار والحديد
وسبقنا الغروب عالفجر الجديد
فجر الدولة العربية
من وحدة مصر وسوريا
يا إلهى الحمد لك والشكر لك
انت اخويا وابن عهدي الأمين
وفي جهادك انا اخوك من سنين
ليه مايكونش ابوك درعك في القريب
وابنك وابن اخوك أقرب من الغريب
تبقى الدولة العربية
من صنع ايديك وايديا
يا إلهى الحمد لك والشكر لك
للعروبه وبعناية الإله
ولكرامة حقنا في الحياة
وحدنا الجهود ومهدنا السبيل
شيلنا من الوجود كلمة مستحيل
صبحت دوله عربيه
لها كلمه ولها حرية
يا إلهى الحمد لك والشكر لك
أمة واحدة تحت راية الأمان
واتحادنا زادها مجد وضمان
عنوانها اتحاد ضد المعتدين
وشعارها حياد مرفوع الجبين
تحيا الدولة العربية
ولتحيا مصر سورية 

## توابع الأغنية
تم إعلان وحدة مصر وسوريا وسافر عبد الناصر إلى الاقليم الشمالي (سوريا) وهناك قرر إقامة حفلة غنائية في دمشق يحضرها معه الرئيس شكري القوتلي ويحييها نجوم الغناء في مصر وعلى رأسهم محمد عبد الوهاب صاحب أغنية الوحدة العربية  "يا إلهي انتصرنا بقدرتك". والحكاية رواها المحامي مجدي العمروسي في كتابه عن عبد الوهاب. وقد جرت أحداثها عندما تحدث عبد الحليم حافظ الي عبد الوهاب وأخبره انهما مطلوبان للغناء في دمشق، وذعر عبد الوهاب وقال إنه لايمكن ان يسافر بالطائرة وقد يصاب بأزمة قلبية اذا ركبها، وأفهمه حليم انها أوامر ولابد وأن تنفذ، بكي عبد الوهاب وصمم على عدم الاستجابة للاوامر، وجاءته فكرة ان يعلن انه مريض فأحضر قربة ماء ساخن، ووضع يديه حولها، واتصل بصلاح الشاهد أمين عام رئاسة الجمهورية وقتها وطلب منه الحضور الي منزله، وعندما وصل صافحه عبد الوهاب فوجد يديه ساخنة، فقال له: " استاذ عبد الوهاب انت ايديك زي النار"، فرد عبد الوهاب: "علشان كده أنا طلبتك كي تبلغ سيادة الرئيس انه يعفيني من المشوار ده "، وعاد الشاهد واتصل بعبد الناصر وأخبره بالامر واستجاب ناصر لطلب عبد الوهاب، لكن وحسب العمروسي قام ولاد الحلال بالواجب وأخبروا ناصر أن عبد الوهاب يتمارض، وإذا بهاتف منزل عبد الوهاب يدق ويرفع الموسيقار سماعه الهاتف ليسمع: "استاذ عبد الوهاب أنا جمال عبد الناصر بعد ربع ساعة هتكون فيه عربية من الجيش امام منزلك تركبها وتروح المطار وتسافر سوريا"، وأغلق الخط، نفذ عبد الوهاب أوامر ناصر، وفي الطائرة حقنه الاطباء بمادة مهدئة كي يتغلب على خوفه، وجلس بجواره عبد الحليم يهدىء من روعه، وانفجر عبد الوهاب في البكاء وهو يقول: "ماهكذا يعامل الفنان". هبطت الطائرة في دمشق وإذا بعبد الوهاب يرفض النزول منها، حضر جمع من المسئولين يحاولون إقناعه بالنزول غير انه اصر على رفضه، وعلم أهل دمشق بالأمر فهرولوا الي المطار وأخذوا يصفقون ويهتفون باسم الموسيقار، يطالبونه بالنزول ضيفا على دمشق، وهنا نزل عبد الوهاب على رغبة الجماهير وخرج مرفوع الرأس، راكبا سيارته الي الفندق وهناك مرض بالفعل وارتفعت درجة حرارته لاربعين مئوية ولم يتمكن من الغناء.

## وصلات خارجية
https://www.elmogaz.com/644030 يا إلهي انتصرنا بقدرتك
https://newsline-ye.com/news64792.html يا إلهي انتصرنا بقدرتك
https://al-akhbar.com/Literature_Arts/332302 يا إلهي انتصرنا بقدرتك
https://www.youtube.com/watch?v=kEZYgWJOKSY يا إلهي انتصرنا بقدرتك